# Endumeni Local Municipality
Endumeni (englisch Endumeni Local Municipality) ist eine Lokalgemeinde im Distrikt Umzinyathi der südafrikanischen Provinz KwaZulu-Natal. Der Verwaltungssitz der Gemeinde befindet sich in Dundee. Bürgermeister ist Sduduzo Mdluli.
Der Name der Gemeinde kommt vom Endumeni Mountain, dem höchsten Gipfel des Biggarsberg-Gebirgszugs. Endumeni (auch: Indumeni) ist das isiZulu-Wort für „Wo der Donner grollt“. In den Hügel schlagen oft Blitze ein.

## Geografie
Endumeni ist in der Mitte zwischen Johannesburg und Durban gelegen und liegt im geografischen Zentrum des nördlichen KwaZulu-Natal am Fuß der Biggarsberg Mountains. Die Gemeinde ist verkehrstechnisch gut angebunden: Es verlaufen mehrere Regionalstraßen durch das Gemeindegebiet (R33, R68, R602). Auch die Infrastruktur für den Schienen- und Luftverkehr ist gut ausgebaut.

## Städte und Orte
- Dundee
- Glencoe
- Stratford
- Wasbank

## Bevölkerung
Im Jahr 2011 hatte die Gemeinde 64.862 Einwohner auf einer Fläche von 1610 Quadratkilometern. Davon waren 83,9 % schwarz, 7,2 % weiß, 5,9 % Inder bzw. Asiaten und 2,6 % Coloureds. Erstsprache war zu 76,3 % isiZulu, zu 11,8 % Englisch, zu 5,1 % Afrikaans und zu 0,9 % isiNdebele.

## Wirtschaft
Endumeni ist auch das wirtschaftliche Zentrum des Nordens der Provinz. Die Haupteinnahmequelle ist die Landwirtschaft. In der Gemeinde wird hauptsächlich Viehzucht betrieben. Die hier durchgeführten Viehmärkte sind einträglich. Neben den Rindern gibt es auch Schafzucht, Milchwirtschaft und Ackerbau.
Der Kohlenbergbau war früher der wirtschaftliche Hauptfaktor des nördlichen KwaZulu-Natals. Obwohl seine Bedeutung abgenommen hat, ist dieser Industriezweig immer noch wichtig für die Region.

## Sehenswürdigkeiten
- Im Talana Museum wird die wirtschaftliche und kulturelle Geschichte der Region beschrieben.
- Das Isibindi Eco-Reserve ist ein Naturschutzgebiet mit einer Fläche von über 1.600 Hektar mit unterschiedlichen Lebensräumen von bergiger Grasfläche und Steppenlandschaft in den Tälern bis hin zu Wäldern an Flüssen; das Naturreservat beheimatet eine Vielzahl einheimischer Tierarten
- Dundee liegt inmitten der historischen Kriegsschauplätze der Zulu- und Burenkriege (unter anderem die Schlachten am Blood River und bei Isandhlwana). Einige der Schlachtfelder können besichtigt werden. Es gibt auch Rekonstruktionen von Gebäuden und Kommandostellen aus dem Krieg.